# Giovanni Germanetto

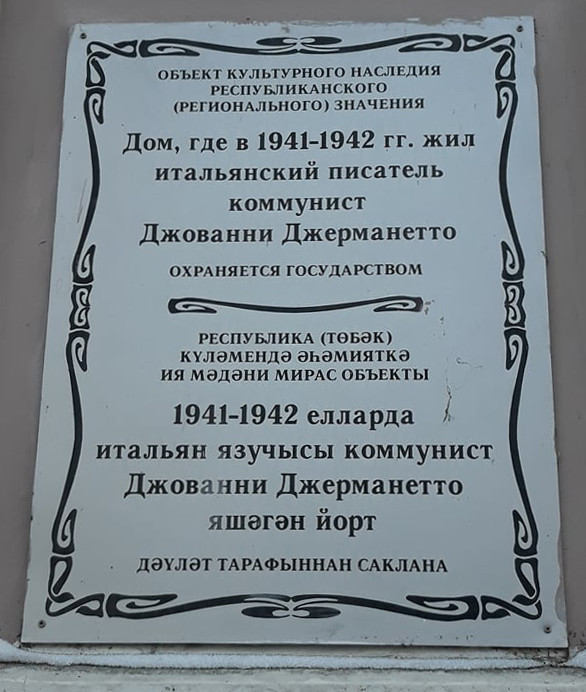
Gedenktafel für Giovanni Germanetto in Kasan, wo er 1941–1942 im Exil lebte, in russischer und tatarischer Sprache

Giovanni Germanetto (* 18. Januar 1885 in Turin; † 7. Oktober 1959 in Moskau) war ein italienischer Politiker (KPI), Gewerkschafter und Autor.

## Leben
Germanetto, von Beruf Friseur, schloss sich bereits 1903 der Gewerkschaftsbewegung an. 1906 wurde er Mitglied der Italienischen Sozialistischen Partei (PSI). Er war ein Gegner des Ersten Weltkrieges, den er als imperialistisch geißelte. In Mondovì und Saluzzo verfasste er pazifistische Artikel für verschiedene Zeitungen. Im Januar 1921 vertrat er die Parteisektion von Fossano auf dem PSI-Parteitag in Livorno. Hier trat er u. a. zusammen mit Amadeo Bordiga, Antonio Gramsci und Palmiro Togliatti für die Bildung der Kommunistischen Partei Italiens (KPI) ein, deren Mitglied er wurde.
Im Oktober 1922 nahm er am IV. Kongress der Komintern in Moskau teil. Anschließend wurde er Parteifunktionär in Turin. 1923 wurde er zum ersten Mal zusammen mit dreißig anderen Kommunisten von den Faschisten verhaftet. 1924 hielt er sich erneut in Moskau auf. Nach seiner Rückkehr nach Italien im März 1925 wurde er Redakteur der gewerkschaftlichen Sparte des KPI-Zentralorgans L’Unità. 1926 wurde er erneut verhaftet und zu fünf Jahren Gefängnis verurteilt. Germanetto konnte jedoch 1927 fliehen und gelangte über Frankreich in die Sowjetunion. Auf dem IV. Kongress der Profintern in Moskau im März/April 1928 sowie auf dem V. Kongress der Profintern im August 1930 wurde er in das Exekutivkomitee und in das Sekretariat gewählt. Im Auftrag der Profintern bereiste Germanetto mehrmals Deutschland, Österreich und Frankreich. Auf dem VI. Kongress der Komintern im August 1928 vertrat er wiederum die KPI. Germanetto, seit 1926 bereits Kandidat, wurde 1931 als Vollmitglied in das Zentralkomitee der KPI gewählt. Bis zum Ende des Zweiten Weltkrieges blieb er im Exil in der UdSSR, wo er für mehrere sowjetische Zeitungen arbeitete.
Erst 1946 kehrte er nach Cuneo zurück, wo er die Leitung der Parteizeitung übernahm. 1948 wurde Germanetto Mitglied der Zentralen Parteikontrollkommission und arbeitete fortan für die Parteizentrale in Rom. Bereits schwer krank zur Behandlung in die Sowjetunion gereist, starb er 1959 in Moskau.

## Werk

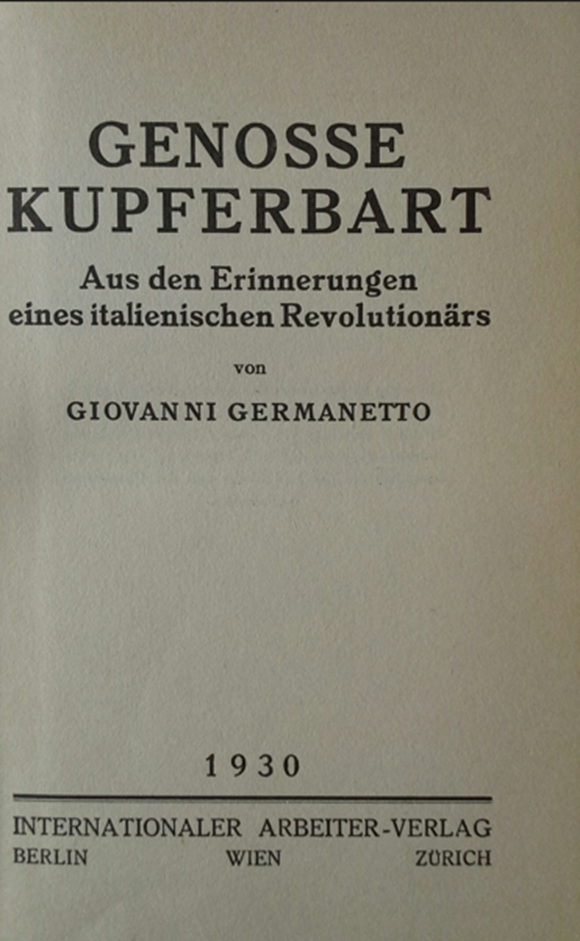
Deutsche Auflage von Genosse Kupferbart

Germanetto ist der Autor mehrerer Bücher. Sein erstes und wohl bekanntestes Buch, Memorie di un barbiere, erschien zuerst 1930 in Frankreich in italienischer Sprache. Die von Hanna Straub vorgenommene deutsche Übersetzung von Genosse Kupferbart erschien noch im selben Jahr im Internationalen Arbeiter-Verlag Berlin-Wien-Zürich. Insgesamt ist dieses autobiografisch geprägte Werk, das vom Kampf der italienischen Arbeiterklasse und der kommunistischen Partei gegen den Faschismus handelt, in über zwanzig Sprachen übersetzt worden. Sein letztes Werk, Trent'anni di lotte dei comunisti italiani. 1921–1951 (Rom 1951), zusammen verfasst mit Paolo Robotti, liegt ebenfalls in deutscher Übersetzung vor (Dreißig Jahre Kampf der italienischen Kommunisten: 1921–1951. Dietz, Berlin 1955).

## Ehrungen
In Fossano ist eine Straße nach ihm benannt.